# Vardim, Veliko Tărnovo
Vardim (în bulgară Вардим) este un sat în comuna Sviștov, regiunea Veliko Tărnovo,  Bulgaria. 

## Demografie
Componența etnică a satului Vardim
     Turci (6,81%)
     Bulgari (87,71%)
     Nicio identificare (5,18%)
     Altele (0,28%)
La recensământul din 2011, populația satului Vardim era de 1.042 locuitori. Din punct de vedere etnic, majoritatea locuitorilor (87,71%) erau bulgari, cu o minoritate de turci (6,81%). Pentru 5,18% din locuitori nu este cunoscută apartenența etnică.